# Saint-Fons
Pour les articles homonymes, voir Fons.
Saint-Fons (prononcé : [sɛ̃ fɔ̃]) est une commune française, située en région Auvergne-Rhône-Alpes dans le département du Rhône. Elle fait partie de la métropole de Lyon et se trouve juste au sud de Lyon. Les habitants de Saint-Fons sont appelés les Saint-Foniards.

## Géographie
La commune de Saint-Fons est située en banlieue sud-est de Lyon sur la rive gauche du Rhône.

### Géologie et relief

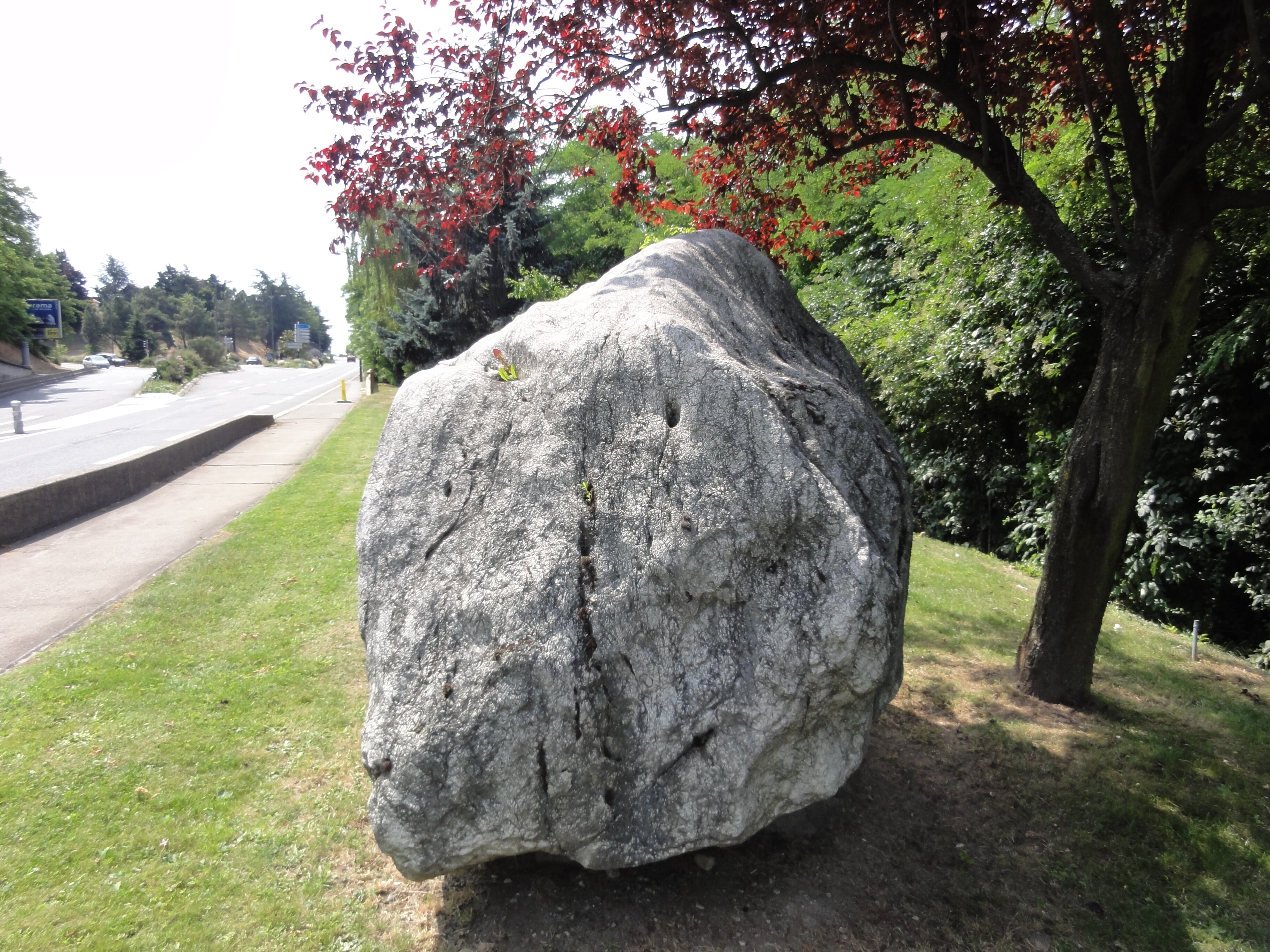
Le bloc erratique de Saint-Fons.

La commune de Saint-Fons se caractérise par des falaises d'un sable typique appelé sable de Saint-Fons. Situées au sud, elles sont percées de galeries, vestiges d'anciennes carrières qui ont également servi de champignonnières.

### Hydrographie
Elle est bordée à l'ouest par le Rhône et abrite une partie du port fluvial Édouard Herriot.

### Climat
Pour des articles plus généraux, voir Climat d'Auvergne-Rhône-Alpes et Climat du Rhône.
En 2010, le climat de la commune est de type climat du Bassin du Sud-Ouest, selon une étude du Centre national de la recherche scientifique s'appuyant sur une série de données couvrant la période 1971-2000. En 2020, Météo-France publie une typologie des climats de la France métropolitaine dans laquelle la commune est dans une zone de transition entre le climat semi-continental et le climat de montagne et est dans une zone de transition entre les régions climatiques « Bourgogne, vallée de la Saône » et « Nord-est du Massif Central ». 
Pour la période 1971-2000, la température annuelle moyenne est de 12,2 °C, avec une amplitude thermique annuelle de 18,3 °C. Le cumul annuel moyen de précipitations est de 799 mm, avec 9 jours de précipitations en janvier et 6,4 jours en juillet. Pour la période 1991-2020, la température moyenne annuelle observée sur la station météorologique de Météo-France la plus proche, « Saint-Genis-Laval », sur la commune de Saint-Genis-Laval à 5 km à vol d'oiseau, est de 12,8 °C et le cumul annuel moyen de précipitations est de 782,6 mm,. Pour l'avenir, les paramètres climatiques de la commune estimés pour 2050 selon différents scénarios d'émission de gaz à effet de serre sont consultables sur un site dédié publié par Météo-France en novembre 2022.
| Mois                                  | jan.             | fév.             | mars           | avril           | mai             | juin           | jui.           | août           | sep.            | oct.            | nov.            | déc.             | année      |
| ------------------------------------- | ---------------- | ---------------- | -------------- | --------------- | --------------- | -------------- | -------------- | -------------- | --------------- | --------------- | --------------- | ---------------- | ---------- |
| Température minimale moyenne (°C)     | 1                | 1,3              | 4,2            | 6,9             | 10,7            | 14,3           | 16,3           | 16             | 12,4            | 9,2             | 4,6             | 1,7              | 8,2        |
| Température moyenne (°C)              | 3,9              | 5                | 9              | 12,2            | 16              | 20             | 22,3           | 22             | 17,7            | 13,3            | 7,8             | 4,5              | 12,8       |
| Température maximale moyenne (°C)     | 6,9              | 8,7              | 13,7           | 17,4            | 21,4            | 25,7           | 28,2           | 28,1           | 22,9            | 17,3            | 10,9            | 7,3              | 17,4       |
| Record de froid (°C) date du record   | −19,3 17.01.1893 | −18,4 04.02.1917 | −10,6 01.03.05 | −3,8 08.04.03   | −0,3 04.05.1941 | 0,2 10.06.1967 | 5,8 08.07.1954 | 6,5 31.08.1940 | 0 04.09.1917    | −4,7 27.10.1887 | −9,5 28.11.1915 | −17,3 22.12.1938 | −19,3 1893 |
| Record de chaleur (°C) date du record | 19,4 30.01.13    | 22,5 15.02.1958  | 25,7 31.03.21  | 29,7 19.04.1949 | 34,7 24.05.09   | 38,7 22.06.03  | 40,2 31.07.20  | 41,5 13.08.03  | 36,7 05.09.1949 | 29,7 02.10.23   | 22,8 07.11.1955 | 19,2 03.12.1961  | 41,5 2003  |
| Précipitations (mm)                   | 48,1             | 36,7             | 46,5           | 67,7            | 75              | 67,5           | 64,8           | 63,2           | 79,8            | 94,5            | 90,1            | 48,7             | 782,6      |

### Transports

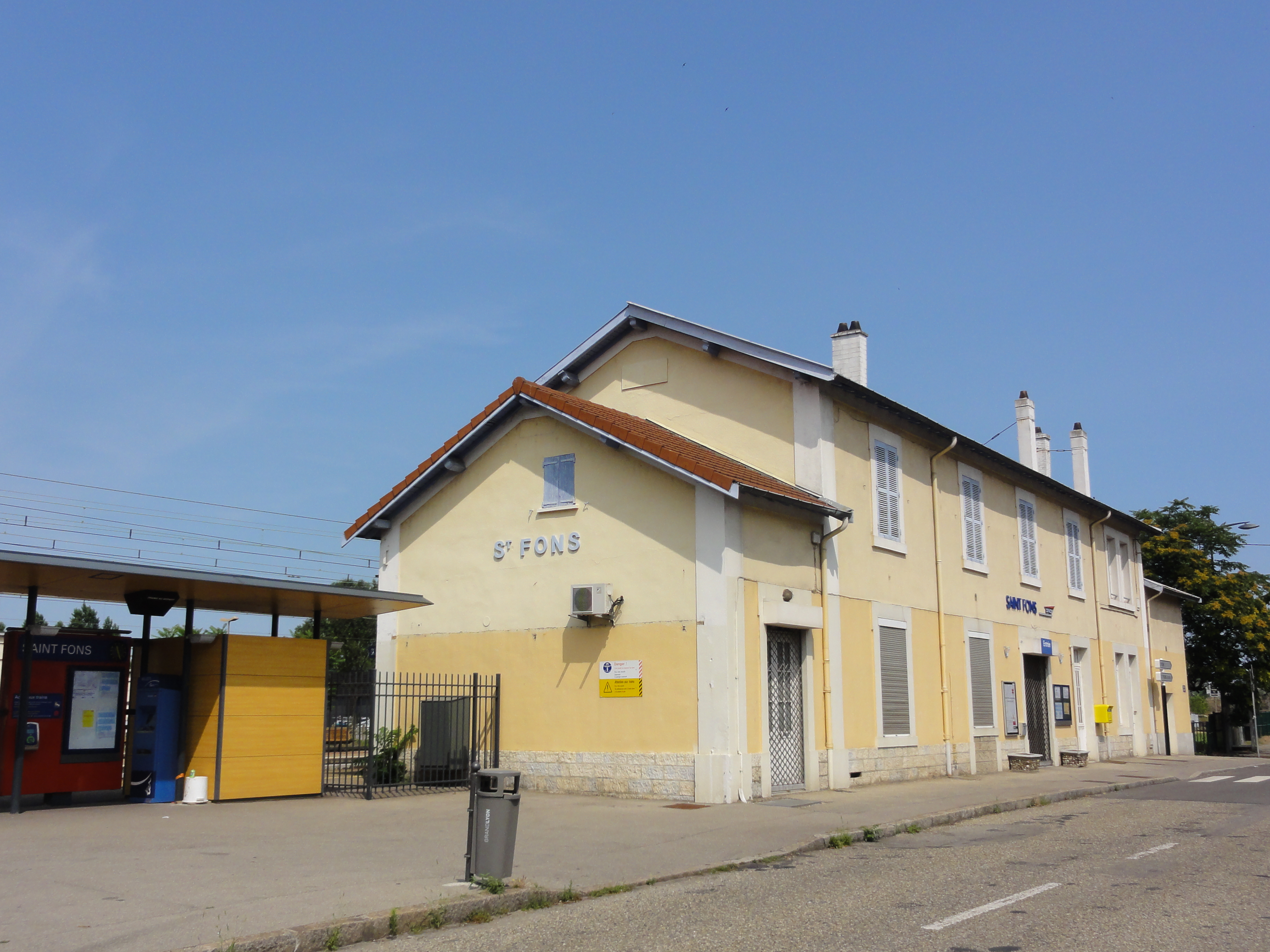
La gare de Saint-Fons.

La commune de Saint-Fons est desservie par le réseau TCL (Transports en commun lyonnais). La ville est reliée au reste de l'agglomération par plusieurs lignes de bus ( ,  ). La ligne T4 du tramway de Lyon, qui passe par Vénissieux, est accessible notamment depuis son terminus Hôpital-Feyzin/Vénissieux ou par la station Maurice Thorez, située à proximité immédiate de la ville.
La gare de Saint-Fons est desservie par une ligne à horaire cadencé vers, entre autres, les gares de Lyon-Perrache, Lyon-Jean-Macé, Lyon-Vaise, Vienne et Villefranche-sur-Saône.
Une navette municipale gratuite est également en service.
En 2020, le projet d'un nouveau tramway conduit par Nathalie Frier (DVD) s'officialise. Cette ligne T10 qui reliera la Halle Tony Garnier (Lyon 7) à la Gare de Vénissieux, désenclavera nettement la commune de Saint-Fons. Son tracé en rocade permettra de multiples connexions avec le réseau existant (métro B, métro D) et deux lignes de tramways (T1 et T4). Les travaux, réalisés idéalement en une seule phase, ont débuté en 2023 et devraient s’achever fin 2025.

## Urbanisme

### Typologie
Au 1er janvier 2024, Saint-Fons est catégorisée grand centre urbain, selon la nouvelle grille communale de densité à sept niveaux définie par l'Insee en 2022.
Elle appartient à l'unité urbaine de Lyon, une agglomération inter-départementale regroupant 123  communes, dont elle est une commune de la banlieue,,. Par ailleurs la commune fait partie de l'aire d'attraction de Lyon, dont elle est une commune du pôle principal,. Cette aire, qui regroupe 397 communes, est catégorisée dans les aires de 700 000 habitants ou plus (hors Paris),.

### Occupation des sols
L'occupation des sols de la commune, telle qu'elle ressort de la base de données européenne d’occupation biophysique des sols Corine Land Cover (CLC), est marquée par l'importance des territoires artificialisés (95,2 % en 2018), en augmentation par rapport à 1990 (92,2 %). La répartition détaillée en 2018 est la suivante :
zones industrielles ou commerciales et réseaux de communication (62,3 %), zones urbanisées (32,8 %), eaux continentales (4,6 %), forêts (0,2 %). L'évolution de l’occupation des sols de la commune et de ses infrastructures peut être observée sur les différentes représentations cartographiques du territoire : la carte de Cassini (XVIIIe siècle), la carte d'état-major (1820-1866) et les cartes ou photos aériennes de l'IGN pour la période actuelle (1950 à aujourd'hui).

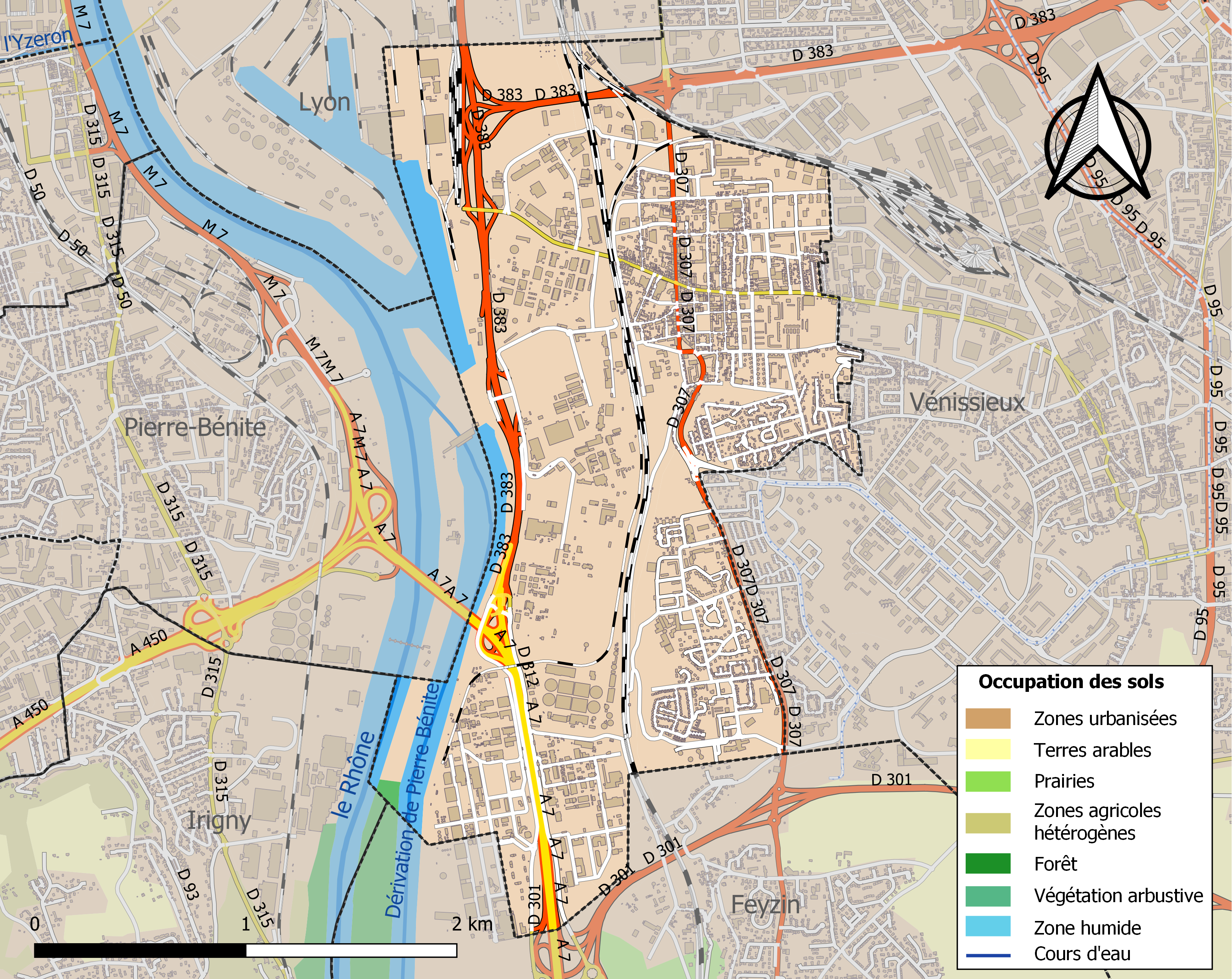
Carte des infrastructures et de l'occupation des sols de la commune en 2018 (CLC).

### Logement
En 2018, Saint-Fons compte 8 007 logements, en hausse de 13,3 % par rapport à 2008. Parmi ces logements, 92,5 % sont des résidences principales, 0,8 % des résidences secondaires et 6,7 % des logements vacants.
Le tableau ci-dessous présente une comparaison de quelques indicateurs chiffrés du logement pour Saint-Fons et la Métropole de Lyon :
|                                        | Saint-Fons | Métropole de Lyon |
| -------------------------------------- | ---------- | ----------------- |
| Ensemble des logements                 | 8 007      | 713 335           |
| Part des résidences principales (en %) | 92,5       | 89,8              |
| Part des résidences secondaires (en %) | 0,8        | 3,1               |
| Part des logements vacants (en %)      | 6,7        | 7,2               |

Les logements de la ville sont à 81,1 % des appartements. Les maisons comportent en moyenne 4,5 pièces et les appartements 3,2 pièces. En conséquence, la très grande majorité des résidences principales comptent moins de 5 pièces (82,7 %), principalement 3 (29,7 %) et 4 pièces (30,1 %).
En 2018, un peu plus d'un tiers des ménages sainfoniards sont propriétaires de leur résidence principale (34,8 %), un chiffre inférieur à celui de la Métropole de Lyon (42,9 %). Selon le Contrat de ville 2015-2020, environ 53 % des logements sainfoniards sont des logements sociaux. Les quartiers Arsenal – Carnot Parmentier sont particulièrement concernés par les logements sociaux, qui représentent 88 % des logements. Le quartier des Clochettes comporte moins de logements sociaux (moins de 40 %), mais accueille quelques grandes copropriétés accompagnées dans le cadre du renouvellement urbain. Enfin, si le centre-ville compte moins de logements sociaux, il est concerné par des copropriétés jugées « potentiellement indignes ».
Parmi les 7 188 résidences principales construites avant 2016, seules 9,9 % avaient été construites avant 1945 et 21,5 % après 1991. Les logements sainfoniards ont en effet majoritairement construits dans la deuxième moitié du XXe siècle : 35 % entre 1946 et 1970 et 33,6 % entre 1971 et 1990. Depuis 2006, les nouvelles constructions concernent à 97 % des appartements.
Le tableau ci-dessous présente l'évolution du nombre de logements sur le territoire de la commune, par catégorie, depuis 1968 :
|                        | 1968  | 1975  | 1982  | 1990  | 1999  | 2007  | 2012  | 2017  |
| ---------------------- | ----- | ----- | ----- | ----- | ----- | ----- | ----- | ----- |
| Résidences principales | 4 687 | 5 605 | 5 431 | 5 740 | 5 965 | 6 758 | 7 091 | 7 404 |
| Résidences secondaires | 18    | 65    | 91    | 101   | 103   | 22    | 7     | 63    |
| Logements vacants      | 199   | 390   | 366   | 576   | 640   | 290   | 477   | 540   |
| Total                  | 4 904 | 6 060 | 5 888 | 6 417 | 6 708 | 7 069 | 7 575 | 8 007 |

### Quartiers et renouvellement urbain
La commune compte deux quartiers prioritaires de la politique de la ville, qui regroupent environ 45 % des habitants de Saint-Fons :
- Arsenal – Carnot Parmentier, au nord et à l'est, qui regroupe près de 6 000 habitants ;
- Clochettes Nord, qui compte environ 1 650 habitants au sein du quartier Minguettes – Clochettes partagé avec Vénissieux.

Le quartier de l'Arsenal se situe à l'entrée nord de la ville. Historiquement composé de logements sociaux en tours ou barres construits dans les années 1970, le quartier a fait l'objet d'opérations de rénovation urbaine qui se poursuivent. Malgré un certain dynamisme, notamment associatif, le quartier est le plus précaire de la commune.
Le quartier Carnot Parmentier, érigé dans les années 1950 et 1960, est lui aussi presque exclusivement composé de logements sociaux. Il fait d'un projet de renouvellement urbain pour ouvrir le quartier sur le centre-ville et diversifier son habitat, avec notamment la destruction de logements anciens et la création d'un important écoquartier à l'horizon 2030.
Le quartier des Clochettes se trouve au sud de Saint-Fons, sur un plateau qui domine le Rhône et la vallée de la chimie. Il se caractérise par une diversité de son habitat : des logements sociaux, des logements collectifs privés et des pavillons s'y côtoient. Le quartier fait l'objet de plusieurs projets de rénovation, en particulier le plan de sauvegarde de l'ancienne cité ouvrière de Saint-Gobain.

### Risques naturels et technologiques
Le territoire de Saint-Fons est vulnérable à différents risques naturels et technologiques. La commune est dans l'obligation d'élaborer et publier un document d'information communal sur les risques majeurs (adopté en 2017) ainsi qu'un plan communal de sauvegarde (adopté en 2018).
Située dans la vallée du Rhône, la commune est touchée par le risque d'inondation. Elle est concernée par le plan de prévention du risque inondation du Grand Lyon sur le secteur Rhône aval, principalement dans sa partie ouest (zone industrielle). Elle est également soumise au risque de rupture de barrage, en cas de rupture du barrage de Vouglans situé à environ 100 km en amont de Saint-Fons.
Saint-Fons est concernée par les risques de mouvements de terrains. Au sud-est de la commune, la balme des Clochettes est parcourue par plusieurs kilomètres d'anciennes carrières et champignonnières, qui peuvent entraîner un risque d'effondrements et d'affaissements. Le risque sismique est modéré sur le territoire de Saint-Fons. Par ailleurs, si la commune est affectée par le phénomène de retrait-gonflement des argiles et par le potentiel radon, ces risques sont considérés comme faibles.

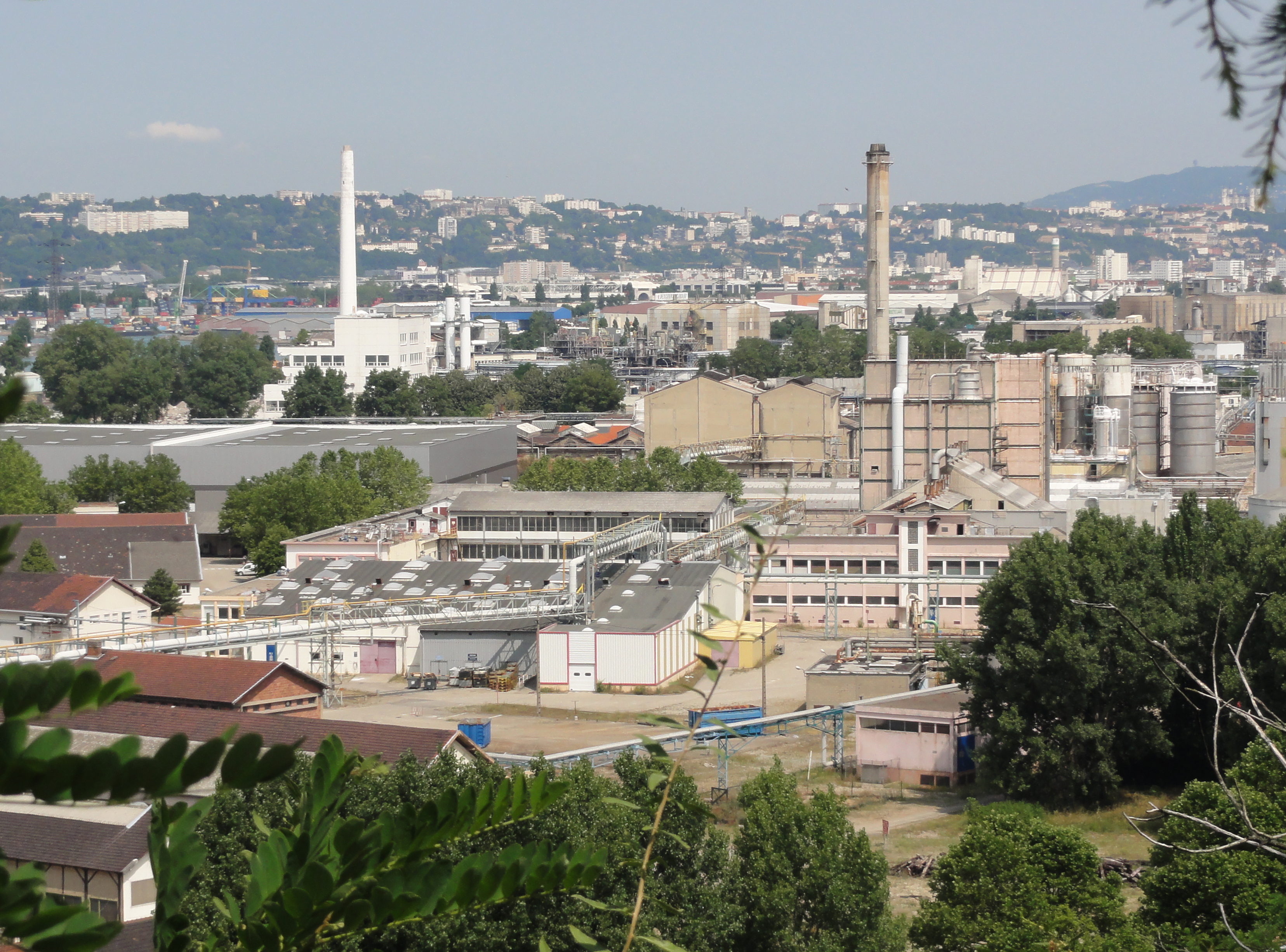
Vue d'une partie de la vallée de la chimie à Saint-Fons.

Sur le plan industriel, la présence de la vallée de la chimie a un fort impact sur Saint-Fons, avec de nombreuses installations classées pour la protection de l'environnement. En particulier, la commune accueille ou se trouve à proximité de six sites classés en « seuil haut » au titre de la directive Seveso : la « zone Saint-Fons » qui regroupe les usines Kem One, Bluestar Silicones et Rhodia Opérations ; le port Édouard-Herriot partagé avec Lyon ; l'usine Arkema à Oullins-Pierre-Bénite ; la raffinerie Total à Feyzin ; Rhône Gaz à Solaize ; la gare de triage de Sibelin (Feyzin-Solaize),. Ces sites (à l'exception de la gare de Sibelin) font l'objet du plan de prévention des risques technologiques de la vallée de la Chimie, qui impose un certain nombre de restrictions en matière d'urbanisme notamment. Saint-Fons est également concernée par le transport de marchandises dangereuses par route (périphérique et A7), voie ferrée (Paris-Marseille), canalisations (hydrocarbures et gaz) et voies navigables (Rhône).
Enfin, en termes de pollution atmosphérique, la ville est incluse dans le périmètre du plan de protection de l'atmosphère (PPA) de l'agglomération lyonnaise.

## Toponymie
L'étymologie du nom de la ville est source de différentes hypothèses contradictoires :
- « Saint-Fons » viendrait de Centum Fontes, c'est-à-dire les cent sources ou de Sanos Fontes (fontaines saines), ce qui correspondrait à la nature hydrogéologique du site, qui aurait dérivé en « Saint-Fons » ;
- Saint-Fons pourrait être la déformation de « Sans-fond », du lieu-dit au bas des Clochettes.

Une certitude, « Saint-Fons », ne présente pas de rapport avec la religion, aucun saint ne se prénommant « Fons ».

## Histoire
Jusqu'en 1888, l'histoire de Saint-Fons était étroitement liée à celle de Vénissieux. Ce n'est en effet qu'à cette date que Saint-Fons est devenue une commune indépendante. Antérieurement, elle était un hameau du bourg de Vénissieux, essentiellement agricole.
Traversée par la route nationale 7 et par l’artère impériale (chemin de fer de Paris à Lyon et Marseille) établie par Napoléon III, les activités de Saint-Fons étaient axées sur la production maraîchère et la pêche dans le Rhône.
C'est en 1854 que commença, le long du Rhône, l'implantation des premières usines chimiques, liées à la fabrication textile, au début, pharmaceutique par la suite. Le site de Saint-Fons étant idéal pour ce type d'industrie, situé au sud de Lyon, suffisamment éloignée de celle-ci, afin de lui éviter les nuisances dues au rejets de produits dangereux, en bordure du Rhône pour à la fois utiliser l'eau et user des berges permettant l'arrivée et l'expédition des marchandises. Cette nouvelle industrie chimique en pleine expansion faisait augmenter considérablement la population de Saint-Fons.
La commune de Vénissieux franchement hostile à ce développement, opposant aux nouveaux arrivants toutes sortes de brimades et de tracasseries administratives[réf. nécessaire], une première demande de séparation fut déposée en 1873, qui, si elle n'eut pas de suite immédiate, permit l'enclenchement d'un processus qui allait aboutir après une période de relations tendues entre Vénissians et Saint-Foniards à la naissance d'une nouvelle commune.
En 1885, le hameau industriel de 2 197 habitants et le centre agricole et commerçant de 2 283 habitants, n'avaient plus, ni les mêmes besoins ni les mêmes ambitions de développement. C'est le 21 mars 1888, que le Sénat votait un projet de loi déposé à la Chambre des députés en juin 1887, érigeant Saint-Fons en commune.
Au début du XXe siècle, Saint-Fons connaît plusieurs inondations importantes. En 1910, le Rhône emporte des maisons ouvrières et la morgue. En 1928, des usines de Saint-Fons doivent fermer leurs portes plusieurs jours pour cause d'inondations. Au début des années 1950, des travaux sont réalisés par la commune pour surélever le quai Saint-Gobain par rapport au Rhône. En 1955 et 1957, entre 200 et 300 personnes sont à nouveau sinistrées par des crues, l'eau remontant cette fois-ci par les égouts. Une solution est toutefois trouvée pour remédier à ce problème et les inondations se font plus rares par la suite.
Le Grand Lyon disparait le 1er janvier 2015, et laisse place à la collectivité territoriale de la métropole de Lyon. La commune quitte ainsi le département du Rhône.

## Politique et administration

### Tendances politiques et résultats
La ville est dirigée par un maire socialiste (SFIO puis PS) Franck Sérusclat de 1967 à 2001.
En 2001, la liste menée par Michel Denis (DVD) remporte les élections municipales.
Lors des élections municipales de mars 2008, Christiane Demontès (PS) et sa liste d'union de la gauche (PS, PCF, Verts, PRG et LO) ont été élues devant le maire sortant Michel Denis (DVD) avec 51,07 % des suffrages exprimés, rendant ainsi la ville à la gauche. François Hollande a atteint le score de 73 % lors des présidentielles de 2012.
En 2014, la liste conduite par Nathalie Frier (DVD) remporte les élections municipales.
En 2020, Nathalie Frier (DVD) perd face à « Saint-Fons Citoyenne et Unie » conduit par Christian Duchêne (Union de la gauche). Cette élection est marquée par une abstention record (74 %) à la suite de la crise sanitaire.
Aux élections européennes du 9 juin 2024, LFI arrive en tête (46,53% contre 13,89% en 2019),, devant le Rassemblement national (20,94% contre 23,57% en 2019),, PS-Place publique (6,21% contre 6,60% en 2019),, le parti au pouvoir n'arrivant que 4ème avec 6,02% (contre 16,75% en 2019),.

### Liste des maires
| Période   | Période   | Identité            | Étiquette    | Qualité |
| --------- | --------- | ------------------- | ------------ | --- |
| 1944      | 1955      | Noël Descormes      | PCF          | |
| 1955      | mars 1959 | Maurice Julliat     |              | |
| mars 1959 | 1967      | Georges Girardet    | Rad.         | |
| 1967      | juin 1995 | Franck Sérusclat    | SFIO puis PS | Pharmacien Sénateur du Rhône (1977 → 1999) Conseiller général du canton de Saint-Fons (1985 → 1992)                                                                    |
| juin 1995 | mars 2001 | Yves Mongenot       | PS           | |
| mars 2001 | mars 2008 | Michel Denis        | DVD          | Chef d'entreprise |
| mars 2008 | mars 2014 | Christiane Demontès | PS           | Directrice de CIO Sénatrice du Rhône (2004 → 2014) Conseillère régionale de Rhône-Alpes (1998 → 2009) Vice-présidente du conseil régional de Rhône-Alpes (2004 → 2009) |
| mars 2014 | mars 2020 | Nathalie Frier      | DVD          | Assistante commerciale 1re conseillère membre de la CP de la Métropole de Lyon                                                                                         |
| juin 2020 | En cours  | Christian Duchêne   | DVG          | Directeur d'école |

## Population et société

### Démographie
En 2022, la commune comptait 19 549 habitants. À partir du XXIe siècle, les recensements réels des communes de plus de 10 000 habitants ont lieu annuellement, pour 20 % de la population chaque année.
Avant 1888, la population est comptée dans la population de Vénissieux.
| 1891  | 1896  | 1901  | 1906  | 1911  | 1921  | 1926  | 1931   | 1936   |
| ----- | ----- | ----- | ----- | ----- | ----- | ----- | ------ | ------ |
| 4 060 | 4 160 | 4 982 | 5 325 | 6 018 | 7 248 | 9 362 | 10 660 | 10 443 |

| 1946   | 1954   | 1962   | 1968   | 1975   | 1982   | 1990   | 1999   | 2006   |
| ------ | ------ | ------ | ------ | ------ | ------ | ------ | ------ | ------ |
| 10 607 | 11 100 | 13 067 | 15 096 | 17 144 | 15 291 | 15 735 | 15 671 | 16 589 |

| 2011   | 2016   | 2021   | 2022   | - | - | - | - | - |
| ------ | ------ | ------ | ------ | - | - | - | - | - |
| 17 032 | 18 566 | 19 360 | 19 549 | - | - | - | - | - |

Selon Michèle Tribalat, 56,2 % des jeunes de moins de 18 ans étaient d'origine étrangère (au moins un parent immigré) en 1999, dont 34 % d'origine maghrebine.

### Enseignement
- École Jules Vallès
- École Jean Guéhenno
- École Salvador Allende
- École Simone de Beauvoir.
- École Parmentier
- École Maison des 3 espace (M3E)
- École Simone Veil
- École Notre-Dame des fontaines
- Collège Alain
- Institut Interprofessionnel Rhône Alpes Performance Interfora

### Sports
- Taekwondo St Fons Métropole
- Judo-club de Saint-Fons
- GymBoxing Saint-Fons (champion du monde WKA)
- COSF Club omnisports de Saint-Fons
- Team Nasser Kacem (Club de boxe thaïlandaise) aussi appelé '' GymBoxing Saint-Fons ''.

### Culture
- Espace culturel Léon Blum
- Centre d'Arts Plastiques
- Ecole de Musique - CRC
- Médiathèque Roger Martin du Gard
- Médiathèque des Clochettes
- Théâtre Jean Marais
- Saint-Fons Jazz festival

### Cultes
- Église catholique Notre-Dame du Rosaire
- Église catholique Père-Antoine-Chevrier
- Mosquée Billal
- Synagogue Orah'Haïm

## Économie
Saint-Fons est une des quatre communes qui accueille « la Vallée de la chimie ».

## Culture locale et patrimoine

### Lieux et monuments
- Bloc erratique du Crétacé en bordure de l'ancienne route Nationale 7
- Le monument aux morts près de la gare
- Stèle Auguste Matringe (Juste parmi les nations) place des palabres
- Église Notre Dame du Rosaire (1864) Vitraux d'Auguste Burlet (1921) et Joël Mône "« Les Vitraux de Saint-Fons »" atelier Vitrail Saint-Georges (1994)
- Le Tableau de Saint-Fons, chapelle du Prado fondé par le Père Antoine Chevrier

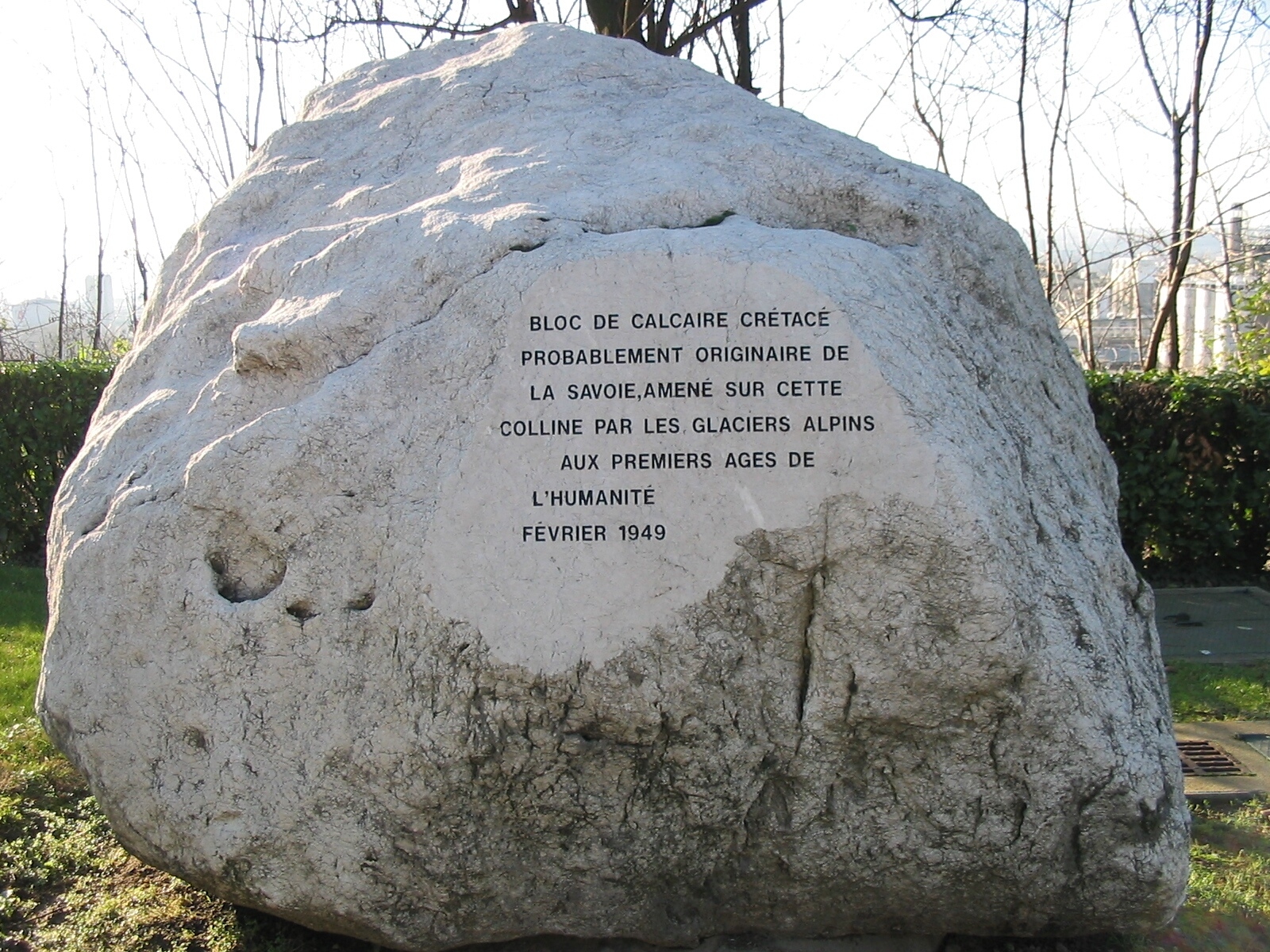
Le Bloc erratique de Saint-Fons en bordure de la Nationale 7
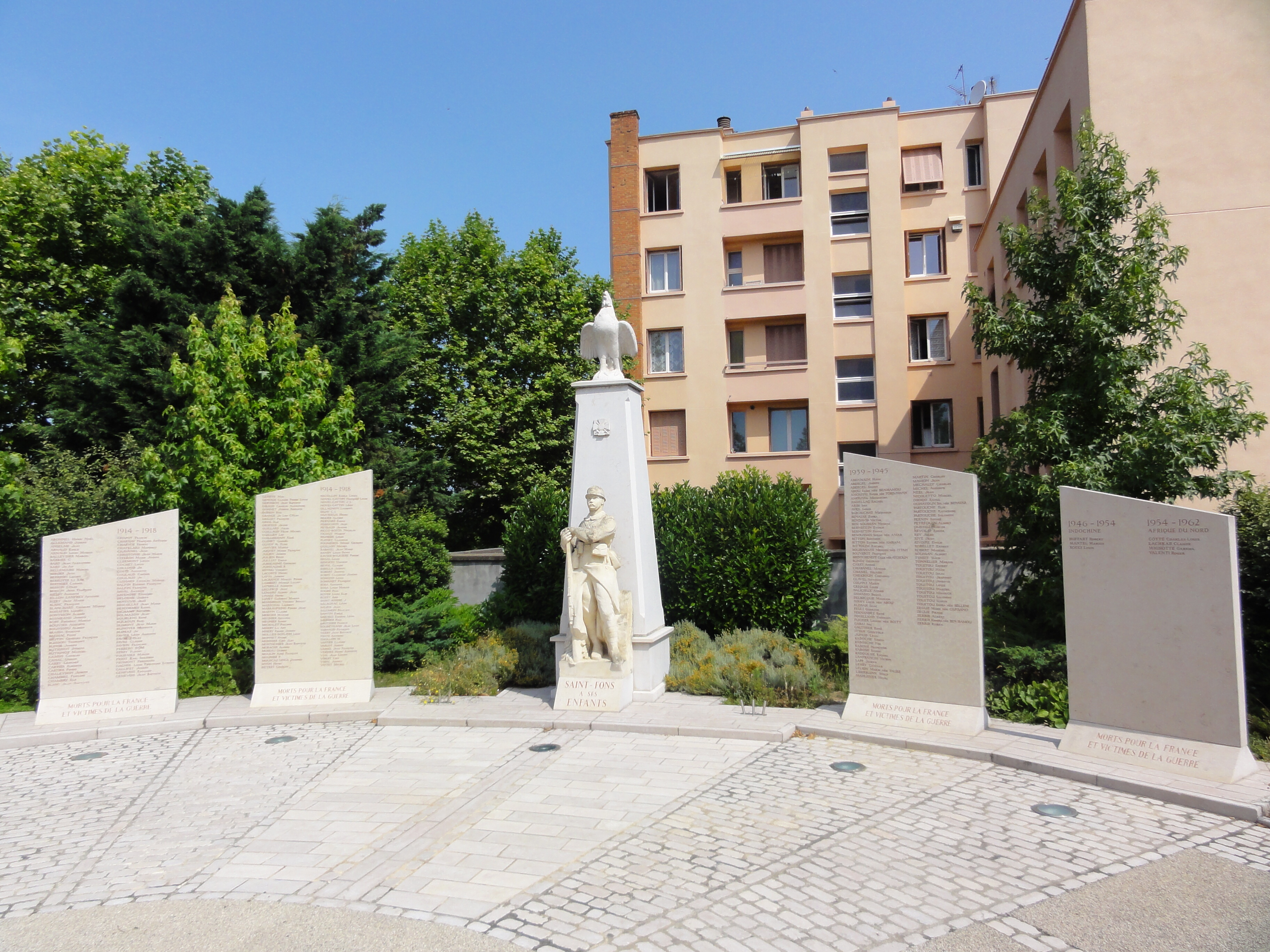
Les enfants de Saint-Fons morts pour la France et victimes de la guerre

### Espaces verts et fleurissement
En 2014, la commune de Saint-Fons bénéficie du label « ville fleurie » avec « 1 fleur » attribuée par le Conseil national des villes et villages fleuris de France au concours des villes et villages fleuris.

### Personnalités
- François-Xavier Verschave, économiste, responsable du service emploi de la mairie de Saint-Fons.
- Pascal Cognard, triple champion du monde de pêche à la mouche, né à Saint-Fons.
- Charles Coupier, industriel et fabricant de produits chimiques à Saint-Fons.
- Abdallah Mabel (en), kickboxer Muay Thai franco-camerounais, s'entraîne à Saint-Fons.

### Saint-Fons dans les arts
- 2013 : 200%, documentaire réalisé à Saint-Fons en 2011 par Nicolas Boone et Olivier Bosson

## Jumelages
Saint-Fons est jumelée avec
- Lorca (Espagne)
- Kelkheim (Taunus) (Allemagne) depuis le 25 septembre 1971[41]